# François Claudius Koëningstein
François Claudius Koeningstein znany jako Ravachol (ur. 14 października 1859 w Saint-Chamond, zm. 11 lipca 1892 w Montbrison) – francuski przestępca, anarchista, dokonał kilku aktów terroru.
Przyjął panieńskie nazwisko matki (Marie Ravachol) po tym jak jego ojciec opuścił rodzinę. Ravachol, opuszczony w dzieciństwie przez ojca, od ósmego roku życia utrzymywał swoją rodzinę: matkę /.../ i trójkę rodzeństwa. Gdy miał lat osiemnaście stał się anarchistą. Utrzymywał się, między innymi, z kradzieży, fałszowania pieniędzy oraz z okradania zwłok. Ponadto zamordował kilka osób. 
Ravachol, podobnie jak Proudhon, uważał, że własność jest niemoralna. Ponadto Ravachol zajmował się swoją rodziną oraz dziećmi uwięzionych anarchistów (np. uczył je czytać). Najsłynniejszą akcją Ravachola było wysadzenie domów sędziego oraz prokuratora, którzy skazali anarchistów uczestniczących w demonstracjach 1 maja.
Stał się wzorem XIX-wiecznego, romantycznego rozbójnika o szlachetnym sercu, który gardził bogatymi, a odbierane im bogactwa rozdawał biednym. Według innych ocen był pospolitym przestępcą, człowiekiem, "któremu groźby anarchistów skierowane przeciwko rządzącym i bogaczom posłużyły za parawan dla własnych morderczych i grabieżczych instynktów".
W języku francuskim powstał czasownik "ravacholiser", co znaczy: zabić wroga.
Został zgilotynowany 11 lipca 1892 w Montbrison.